# ويليام ك. هوستون
ويليام ك. هوستون (بالإنجليزية: William C. Houston)‏ هو قاضي ومحامي وسياسي أمريكي، ولد في 17 مارس 1852 في شيلبيفيل في الولايات المتحدة، وتوفي في 30 أغسطس 1931 في مقاطعة كانون في الولايات المتحدة. حزبياً، نشط في الحزب الديمقراطي. وقد انتخب عضو مجلس نواب تينيسي وانتخب عضو مجلس النواب الأمريكي.